# Univision
Univision je americká španělská televizní stanice vlastněná společností Univision Communications. Je největším poskytovatelem obsahu ve španělském jazyce v zemi a následuje americký konkurent Telemundo. Programování sítě je zaměřeno na veřejnost Latino a zahrnuje telenovelas a další činoherní seriály, sporty, situační komedie, reality a rozmanitost, zpravodajství a importované hrané filmy ve španělském jazyce. Univision sídlí v Midtown Manhattan v New Yorku a má hlavní studia, výrobní zařízení a obchodní operace se sídlem v Doralu na Floridě (poblíž Miami).